# SegaSonic the Hedgehog
SegaSonic the Hedgehog (セガソニック・ザ・ヘッジホッグ?, SegaSonikku za Hejjihoggu), talvolta conosciuto come SegaSonic Arcade, è un videogioco arcade del 1993 della serie Sonic the Hedgehog di Sega. Controllando Sonic the Hedgehog e i suoi amici Mighty the Armadillo e Ray the Flying Squirrel, il giocatore deve fuggire da un'isola dopo essere stato rapito dal malvagio Dottor Eggman. Il gioco fa uso di una prospettiva isometrica. I giocatori utilizzano una trackball per muovere i personaggi, schivare gli ostacoli e raccogliere i ring (anelli). Il gioco è stato sviluppato dalla divisione arcade di Sega, Sega AM3. È uno dei quattro giochi di Sonic a portare il nome SegaSonic ed è ispirato a Marble Madness del 1984.
SegaSonic the Hedgehog è uscito nelle sale giochi giapponesi alla fine del 1993. I cabinati del gioco sono stati successivamente distribuiti in quantità limitate in alcune sale giochi occidentali. Non è mai stato ripubblicato; un porting per Sega 32X non si è mai concretizzato e il gioco non è stato incluso nella compilation Sonic Gems Collection (2005) a causa di problemi nel replicare il sistema di controllo della trackball su un controller standard.
Al momento dell'uscita, SegaSonic the Hedgehog ha ricevuto recensioni positive da Electronic Gaming Monthly e Computer and Video Games per la sua grafica e gameplay. Le recensioni in retrospettiva sono state più discordanti. Il gioco segnò il debutto dei personaggi Mighty e Ray; entrambi riapparsi con una certa frequenza nel franchise.

## Trama
Sonic, Ray e Mighty vengono rapiti da uno scienziato malvagio, Dr. Eggman, con l'intenzione di giustiziarli. Questi li fa prigionieri ad Eggman Island, un'isola disseminata di trappole e pericoli che possono essere attivati mediante la pressione di un pulsante. I tre protagonisti fanno squadra per fuggire dall'isola, difatti il trio si ritrova a sopravvivere ai numerosi pericoli che incontrano fino al raggiungimento della Eggman's Tower, la torre dove risiede Eggman. Non appena il trio raggiunge la sala controllo, Eggman preme un pulsante che innesca una sequenza di autodistruzione per distruggere l'intera isola. Sonic, Mighty e Ray riescono però a mettersi in salvo prima dell'esplosione. Anche il famigerato scienziato pazzo si da alla fuga, ma la sua Egg Mobile rimane a secco di carburante e cade in mare.

## Modalità di gioco
SegaSonic the Hedgehog è un platform che è stato paragonato nel gameplay a Marble Madness (1984). I giocatori controllano tre personaggi: Sonic the Hedgehog, Mighty the Armadillo e Ray the Flying Squirrel, che possono essere controllati da un singolo giocatore o contemporaneamente da altri due. Ogni personaggio dispone degli stessi controlli e abilità. Il gioco si svolge in sette livelli, che devono essere completati nel minor tempo possibile senza morire. A differenza di altri titoli della serie, dove si pone una maggiore attenzione a saltare sulle piattaforme, in questo capitolo invece l'obiettivo è correre il più velocemente possibile su un percorso lineare che presenta molte minacce: massi giganti, pozze di lava, ingranaggi, stalattiti cadenti e altre trappole. I giocatori usano una trackball per controllare la velocità e la direzione dei personaggi da una prospettiva isometrica e un tasto per farli saltare e effettuare uno Spin Attack, un attacco a rotazione. Ogni personaggio ha una barra della salute, che si esaurisce quando il giocatore viene colpito da un ostacolo o cade in una trappola; i giocatori perdono una vita se la barra si svuota. La salute può essere recuperata raccogliendo i ring (anelli) sparsi per il percorso o nascosti negli ostacoli o nei nemici. I giocatori ricevono ring bonus da utilizzare nei livelli successivi se raccolgono più di una certa percentuale di ring all'interno di un livello. Il gioco presenta pochi nemici e un unico boss, che compare alla metà della storia. Al termine dell'ultimo livello, Eggman preme un pulsante che innesca l'autodistruzione dell'isola. I giocatori devono quindi condurre il rispettivo personaggio fuori dalla torre di Eggman prima dello scadere del tempo per poter accedere al finale del gioco, in caso contrario, comparirà la scritta Game Over.

### Zone
Il gioco presenta sette zone situate ad Eggman Island. Prima di accedere a una determinata area, vengono mostrate delle brevi sequenze d'intermezzo che mostrano Eggman mentre pianifica nuovi piani per sconfiggere il giocatore, monitorandone i movimenti attraverso uno schermo.
In ordine, le zone sono:
- Volcanic Vault: è la prima zona ad apparire nel gioco ed è ambientata in un vulcano. Le trappole principali sono le palle di fuoco, la lava e un ponte crollante.
- Icy Isle: è la seconda zona ed è un'area completamente glaciale. Presenta pavimenti ghiacciati scivolosi, stalattiti che cadono dal soffitto, blocchi scorrevoli che spuntano dalle pareti e lance giganti.
- Desert Dodge: è la terza zona ed è collocata in un deserto. La zona è soggetta a diversi tornado, che danno la caccia ai personaggi presenti sullo schermo. Inoltre sono presenti numerosi cactus, piccoli mulinelli e sabbie mobili.
- Trap Tower: è la quarta zona e presenta la prima parte della torre dove si nasconde Eggman. I personaggi devono fuggire da alcuni ingranaggi giganti che li inseguiranno, evitando anche gli ostacoli elettrici e gli spuntoni.
- Landslide Limbo: è la quinta zona, simile a un deserto. A differenza di Desert Dodge, il pavimento franerà appena ci si camminerà sopra, portando così i personaggi a muoversi ancora più velocemente del consueto, inoltre bisognerà scansare anche i massi e le palle di fuoco.
- Wild Water Way: è la sesta zona ed è ambientata inizialmente su un ponte che crollerà poco dopo, facendo cadere i tre protagonisti nell'impianto idrico della torre di Eggman. Qui risiedono delle sfere appuntite e delle creature robotiche marine. Superata questa parte bisogna salire su una lunga parete che inizierà a sgretolarsi e infine saltare tra alcune zattere poste su un corso d'acqua.
- Eggman's Tower: è la settima ed ultima zona del gioco. Quest'area presenta un misto delle trappole più pericolose viste nei precedenti livelli, suddivise in zone interne ed esterne. Nelle zone interne ci si troverà ad affrontare numerose ghigliottine, fiamme, ingranaggi di enormi dimensioni che inseguiranno i personaggi e un muro da scalare ricolmo di seghe circolari. Nelle zone esterne invece bisognerà superare rapidamente le passerelle che crolleranno subito dopo il loro attraversamento. Giunti da Eggman, questi attiverà il meccanismo di autodistruzione della torre, concedendo ai giocatori venti secondi di tempo per fuggire prima che esploda tutto. Se si riesce ad uscire entro tale lasso di tempo, si giungerà all'epilogo, altrimenti si andrà in game over.

## Sviluppo e pubblicazione
Prima di SegaSonic the Hedgehog, Sega aveva tentato di realizzare due giochi arcade su Sonic the Hedgehog, che però non vennero mai pubblicati perché "non rappresentavano la particolarità di Sonic. Nel maggio 1993 era in fase di sviluppo un nuovo progetto arcade di Sonic. SegaSonic the Hedgehog fu sviluppato da Sega AM3, una divisione interna di Sega che si occupava di creare giochi per cabinati arcade, con l'assistenza di Sonic Team. Il gioco è uno dei quattro titoli arcade della serie Sonic the Hedgehog ad avere il nome SegaSonic. Gli altri titoli sono SegaSonic Popcorn Shop, SegaSonic Cosmo Fighter e il gioco cancellato SegaSonic Bros..
Secondo il designer Manabu Kusunoki, l'idea dei controlli trackball è stata concepita dopo che un membro non specificato del team di sviluppo, fan di Marble Madness, ha suggerito che avrebbe funzionato bene con il gameplay di Sonic. Il gioco utilizza una scheda madre Sega System 32, che consente l'opzione multigiocatore, e un sistema grafico isometrico unico. Presenta due nuovi personaggi, Ray the Flying Squirrel e Mighty the Armadillo. Entrambi sono stati disegnati da Kusunoki, che ha scelto le loro specie perché pensava che si sarebbero controllati in modo simile a come faceva Sonic e che, come i ricci, erano poco conosciuti. Mighty è stato probabilmente basato su un primo prototipo di Sonic. Il gioco presenta anche il doppiaggio per i personaggi, con Takeshi Kusao, Hinako Yoshino, Yūsuke Numata e Masaharu Satō che prestano la voce rispettivamente a Sonic, Ray, Mighty ed Eggman. La colonna sonora del gioco è stata composta da Hiroshi Kawaguchi, Keitaro Hanada e Naoki Tokiwa.
Il titolo del gioco in fase di sviluppo era semplicemente Sonic the Hedgehog, ma fu cambiato in SegaSonic perché Sega perse il marchio del nome Sonic durante la produzione. Kusunoki non ricordava il motivo della contestazione, ma secondo il giornalista di videogiochi John Szczepaniak, Sega of America non aveva consegnato i documenti per il marchio il 13 luglio 1993. SegaSonic the Hedgehog è stato presentato al Summer International Consumer Electronics Show 1993 e all'Amusement Machine Show 1993. È stato distribuito nelle sale giochi giapponesi nel corso dello stesso anno. I cabinati del gioco sono stati successivamente distribuiti in quantità limitate in alcune sale giochi occidentali, come il Sega World di Londra e il Galloping Ghost Arcade di Chicago. Alcuni hacker hanno scoperto dei dialoghi tradotti in inglese e sprite sull'aspetto che ha Eggman nella serie animata statunitense Sonic nascosti all'interno dell'immagine ROM, suggerendo che ci fossero piani per distribuirlo nelle sale giochi statunitensi per promuovere la serie.
SegaSonic the Hedgehog non è mai stato ripubblicato. Un porting per Sega 32X, una periferica per il Sega Mega Drive, è stato segnalato come in fase di sviluppo alla fine del 1994. Il co-creatore di Sonic, Yūji Naka, ha dichiarato che il gioco è stato preso in considerazione per l'inclusione nella compilation Sonic Gems Collection del 2005 per GameCube e PlayStation 2, ma è stato escluso a causa della difficoltà di emulazione dei controlli della trackball su un gamepad. Nel 2011, Ken Balough, brand manager di Sega, ha dichiarato che non c'è molta richiesta per una riedizione; egli ritiene che ciò sia dovuto al fatto che il gioco non è stato pubblicato al di fuori del Giappone. Nel 2020, Yosuke Okunari di Sega ha menzionato la possibilità di un porting di SegaSonic the Hedgehog se i giochi della linea Sega Ages avessero avuto successo.
Una console portatile LCD omonima del gioco, non correlata, è stata distribuita da Sega nel 1992.

## Accoglienza
| Testata                   | Giudizio |
| ------------------------- | -------- |
| AllGame                   | 3/5      |
| Electronic Gaming Monthly | 10/10    |

Nel novembre 1993, Game Machine ha indicato SegaSonic the Hedgehog come la sesta unità arcade da tavolo più popolare in Giappone. Electronic Gaming Monthly ha assegnato a SegaSonic the Hedgehog un punteggio perfetto di 10 su 10. La rivista ha dichiarato che il gioco "infrange la vostra percezione di ciò che dovrebbe essere un buon gioco", riservando grandi elogi alla grafica, alla musica e alla varietà dei livelli. Ha inoltre elogiato le "esilaranti" animazioni dei personaggi e i filmati e ha incoraggiato i lettori a giocarci. Computer and Video Games ha espresso un plauso simile e ha elogiato l'attenzione ai dettagli del gioco, "consigliandolo vivamente". La rivista francese Mega Force ha paragonato la grafica isometrica a Zaxxon (1982) di Sega e Viewpoint (1992) di SNK. Gamest ha apprezzato il gioco, ma ha trovato che i suoi controlli trackball feriscono il palmo della mano del giocatore.
Nel 2005, nella recensione di Sonic Gems Collection, GameSpy ha espresso il proprio disappunto per il fatto che SegaSonic the Hedgehog non fosse uno dei giochi presenti nella compilation, auspicando che un giorno venisse riproposto. Nel 2014, GamesRadar+ ha definito la grafica del gioco impressionante per il 1993, ma che la sua mancata riedizione non è stata "una grande perdita". John Szczepaniak ha espresso una posizione negativa nel 2018, a causa di quello che ha definito un level design insipido e controlli imprecisi che avevano "un'irritante sfocatura". Ha paragonato il movimenti dei personaggi con la trackball a una sensazione di ebbrezza e ha affermato di aver visto diversi individui provare a giocarci ma hanno rinunciato. Kurt Kalata di Hardcore Gaming 101 ha criticato in modo simile i controlli e l'elevato livello di difficoltà, ma ha comunque elogiato il ritmo incalzante e il level design, che ha ritenuto essere aspetti che i giochi di Sonic del Mega Drive non potevano raggiungere. Alla fine ha riassunto il gioco come "un'esperienza divertente".

## Eredità
Mighty è tornato come personaggio giocabile in Knuckles' Chaotix (1995) per Sega 32X. Per molti anni, Ray non è comparso in altri titoli, ma entrambi i personaggi sono stati inclusi nella serie a fumetti di Sonic the Hedgehog pubblicata da Archie Comics. Nella serie a fumetti, Ray è diventato un membro dei Chaotix insieme a Mighty, che qui viene raffigurato come suo fratello onorario. Il gioco di SegaSonic the Hedgehog viene citato in Sonic Generations (2011), dove un poster per le persone scomparse raffigurante Ray e Mighty appare nel livello City Escape. Mighty e Ray sono giocabili in Sonic Mania Plus (2018), una versione ampliata di Sonic Mania del 2017. La prospettiva isometrica presente in questo gioco è stata successivamente ripresa in altri titoli della serie, tra cui Sonic Labyrinth (1995) e Sonic 3D: Flickies' Island (1996).